# Frislàndia

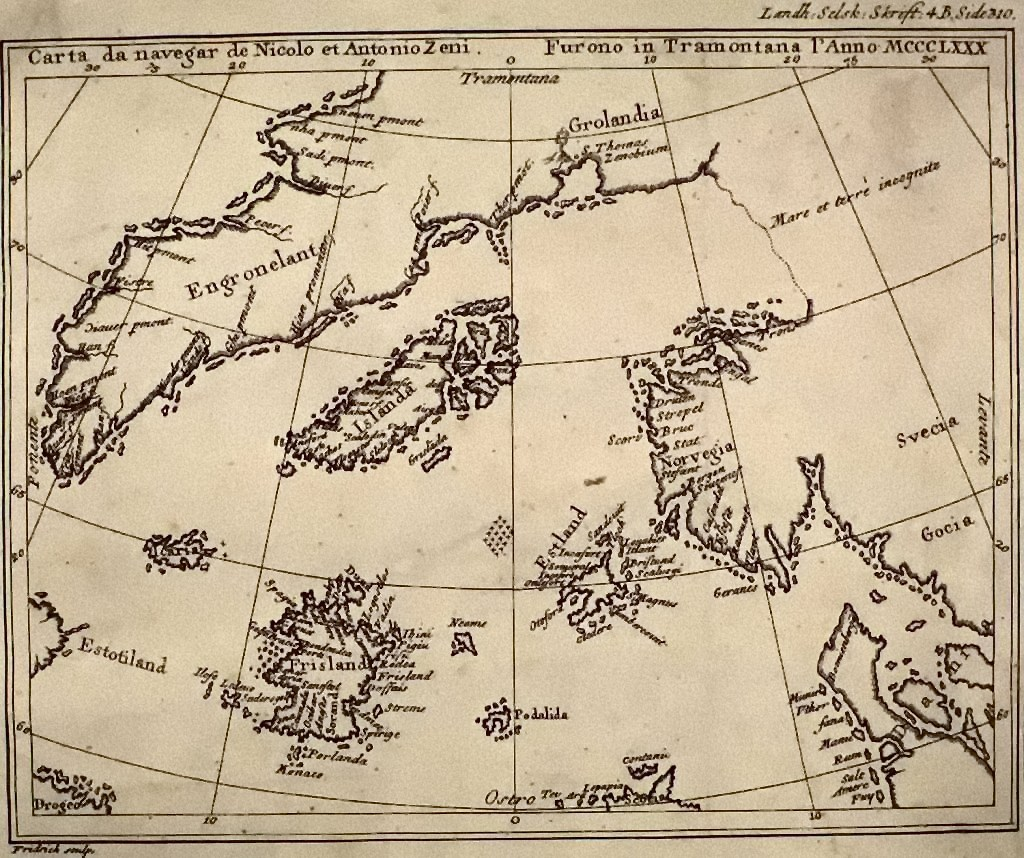
L'illa de Frislàndia al mapa de N. Zeno (1558) apareix a la part inferior esquerra

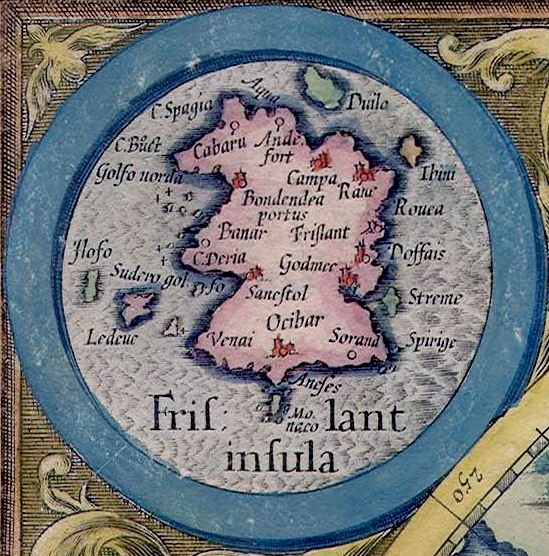
Frislant Insula en un mapa de Mercator

Frislàndia (també anomenada: Frisland, Frischland, Friesland, Freezelan  o Frixland) és una de les illes fantasmes que figura en la majoria dels mapes i cartes nàutiques de l'oceà Atlàntic nord dibuixades entre els anys 1560 i 1660.
Aquesta illa inexistent no s'ha de confondre amb Frísia, una regió d'Europa actualment repartida entre els Països Baixos, Alemanya i Dinamarca. Frislàndia podria ser una variant d'Islàndia, o una part de Groenlàndia, però el 1558 el mapa de l'italià Nicolò Zeno la representa com una illa diferent, error que va ser sistemàticament reproduït en tots els mapes següents fins a 1660. L'equívoc encara es va difondre ocasionalment fins al segle xviii.
En una posició propera, també se suposava l'existència de la mítica illa de Sant Brandà.